# Étoile rouge de Belgrade (féminines)
Maillots
La section féminine de l'Étoile rouge (en serbe : ŽFK Crvena zvezda) est un club féminin de football serbe basé à Belgrade.

## Histoire
Le club existe depuis 2011 et intègre officiellement la société sportive de l'Étoile rouge en 2016.
En 2023-2024, le club met fin à 13 titres consécutifs du Spartak Subotica en remportant le championnat de Serbie. Le titre est contesté par le Spartak, car l'Étoile rouge a obtenu une victoire sur tapis vert face au tenant du titre à cause d'une erreur dans l'inscription d'une de leurs joueuses, la Hongroise Fanny Vágó. Le TAS valide finalement le titre de l'Étoile rouge. Les deux équipes se retrouvent en finale de coupe de Serbie, mais le Spartak Subotica se présente avec seulement sept joueuses pour boycotter le match et la décision de la fédération serbe. Une joueuse du Spartak quitte le terrain après dix secondes de jeu et l'Étoile rouge remporte la victoire par forfait.
Le club conserve son titre en championnat en 2025.

## Palmarès
Championnat de Serbie (2) :
- Champion en 2023-2024 et 2024-2025

Coupe de Serbie (2) :
- Vainqueur en 2017-2018 et 2023-2024